# Monofilamento de Semmes-Weinstein
El monofilamento se trata de un instrumento médico compuesto por un filamento de nailon unido a un mango que al doblarse aplica una presión constante de 10 g, que actúa independientemente de la fuerza que el examinador aplique sobre la zona a evaluar. Permite evaluar la sensibilidad táctil y vibratoria en una zona determinada, se utiliza para plantear el diagnóstico precoz de neuropatía periférica sensitiva diabética, es una prueba simple y sencilla que permite realizar un diagnóstico precoz y de bajo costo. 
La diabetes mellitus (DM) es una enfermedad metabólica crónica y progresiva que se acompaña de un riesgo aumentado de presentar varias complicaciones sistémicas. Las que afectan al sistema nervioso, conocidas como neuropatía diabética (ND), son las complicaciones más frecuentes en los pacientes con DM. La ND está en la base de la aparición de ulceraciones en los pies de los diabéticos, que a su vez es la lesión que habitualmente precede a la amputación. El conjunto de estos trastornos, denominado de manera global pie diabético, conlleva una alta morbimortalidad, costes económicos y laborales, incapacidad, etc. La detección precoz de la ND y del pie con riesgo de lesión, dentro de programas de prevención de pie diabético, se asocia con una reducción de la tasa de amputaciones y de recidiva de las úlceras. Dentro de los métodos de detección de ND y de pie diabético con riesgo de ulceración, uno de los más sencillos y eficaces es la evaluación de la sensibilidad superficial y su pérdida, mediante el monofilamento (MF) de SemmesWeinstein.

## Historia
Las primeras referencias del uso del MF para valorar la sensación de presión superficial en la piel proceden del fisiólogo alemán Max von Frey, de finales del siglo XIX, que utilizó como material de experimentación crines de caballo de diferentes longitudes y grosores. Observó que la presión ejercida por el cabello sobre una superficie, al curvarse, era siempre igual, independientemente de la fuerza o de la presión ejercida por el explorador. Semmes y Weinstein desarrollaron un MF de nailon colocado en un soporte plástico de mano para evaluar la neuropatía periférica en pacientes con daño cerebral. Las ventajas del nailon eran que su síntesis química aportaba material en cantidades ilimitadas y de características homogéneas, que su capacidad de absorción de la humedad era menor y, sobre todo, que se podía disponer de MF que soportaban mayor presión sin curvarse, de 1 a 300 g (la fuerza generada por las crines de caballo era inferior a 1 g). Paul Brand, un médico misionero que trabajaba en la India con pacientes con lepra, observó que estos pacientes se lesionaban las extremidades sin sufrir dolor y continuaban dañándose las zonas lesionadas, lo que impedía su curación. Demostró que las lesiones no se debían a falta de cuidados higiénicos, sino a la pérdida de sensibilidad protectora provocada por la neuropatía periférica. Cuando se trasladó a Estados Unidos, observó que los pacientes con DM presentaban ulceraciones en los pies similares a las que había visto y estudiado en los pacientes con insensibilidad por lepra, y recomendó el empleo del MF como cribado de la ND. Desde entonces se ha generalizado el uso del MF en la evaluación de la sensibilidad protectora en los pacientes con DM.

## Como funciona
El uso de MF en la valoración de la sensibilidad se basa en que están fabricados con unas determinadas especificaciones de longitud, grosor y material, que hacen que se abomben a partir de la aplicación de una determinada presión longitudinal. Se trata de un filamento de nailon, por lo general unido a un mango de plástico, que al doblarse aplica una presión constante del orden de varios gramos (generalmente 10 g), independientemente de la fuerza que aplique el explorador. Esa presión sobre la superficie cutánea es siempre la misma, incluso tras combarse. De esta manera puede explorarse la sensibilidad cutánea a diferentes grados de presión aplicada, dependiendo del tipo de MF utilizado. La longitud de los MF es siempre la misma (38 mm), mientras que su diámetro varía entre 0,635 y 1,143 mm . Los diferentes tipos de MF se identifican por un número, en el rango de 1,65 a 6,65, que deriva de la aplicación de la siguiente fórmula:
Valor nominal = Log10{fuerza (en mg) 10}
El MF más ampliamente utilizado es el de 5,07, que da una presión de 10 g, ya que es el que mejor se correlaciona con la presencia de ulceraciones y con el riesgo de desarrollarlas en estudios prospectivos

## Exploración
Técnica
Existen varias modalidades de exploración con el MF que afectan al tipo de MF utilizado, al número y la localización de las zonas que se van a explorar, al número de repeticiones de la exploración, al método de interrogatorio, a la valoración de los resultados, etc. En la tabla 3 se encuentra la descripción de la exploración con el MF según las recomendaciones de la Guía de Práctica Clínica sobre Diabetes tipo 2 del Sistema Nacional de Salud. En la figura 1 se observan los tres pasos de la técnica del MF: aproximación y contacto con la superficie cutánea, curvado del MF con presión mantenido durante 1-2 s y retirada del MF de la piel.
Reproducibilidad
Los trabajos iniciales realizados en la década de 1970 en pacientes con lepra obtuvieron niveles de concordancia muy elevados. En la DM la reproducibilidad de la exploración con el MF, tanto intra como interobservador, es moderada, y es mayor cuando se explora la planta del pie (k = 0,38-0,54) que cuando se evalúa la sensibilidad en el arco plantar, el talón o el dorso del pie (k = 0,22-0,38). Para mejorar los resultados obtenidos es importante atender a varias cuestiones técnicas que se resumen en la tabla 4. Además, hay que considerar la calidad intrínseca del MF, empleando solo MF adecuadamente validados. Se han observado diferencias de hasta un 10% en la fuerza aplicada por distintos MF comerciales.
Tras su empleo repetido, el MF pierde parcialmente sus características de constancia en la fuerza aplicada al curvarse, por lo que se recomienda que tras 100 aplicaciones (aproximadamente 10 pacientes explorados) se deje un período de reposo de al menos 24 h . Lógicamente, también se debe descartar cualquier MF con alteraciones graves, como roturas, desgaste, curvaturas, etc. Los modelos de MF disponibles son muy variados.

## Utilización
Evalúa la sensibilidad a la presión y táctil, lo que se ha denominado «sensibilidad protectora»
• Se trata de un filamento de nailon unido a un mango, que al doblarse aplica una presión constante de 10 g, con independencia de la fuerza con que lo aplique el explorador
Normas para utilizar el monofilamento
• Se aplica perpendicularmente a la piel del paciente y la presión se va incrementando hasta que el MF se dobla.
Es entonces cuando se valora
• No debe mantenerse apoyado durante más de 1-2 s
La exploración se realizará en cuatro puntos plantares de cada pie: primer dedo (falange distal), base del primer, tercer y quinto metatarsianos
• Por cada una de estas localizaciones se puntuará 1 o 0, según el paciente sea o no sensible. La suma de valores nos dará 
el índice de sensibilidad al MF (de 0 a 8)
• Un paciente se considerará sensible solo cuando la puntuación obtenida sea de 8/8

## Precauciones en el uso del monofilamento
1. Procurar que los pacientes tengan una experiencia previa: aplicar el MF en una zona distinta y fácil de apreciar
(extremidades superiores, cara, etc.) para que puedan hacerse una idea del tipo de sensación
2. Durante la exploración: el paciente cerrará los ojos y se le dirá: «Ahora voy a ponerle este aparato en distintos puntos de los
dos pies: avíseme cuando lo sienta e intente decirme dónde lo siente: en qué pie, en el dedo, en la planta…». En el momento
que apliquemos el MF, evitar la pregunta: «¿Lo nota ahora?». En algún momento, hacer la pregunta sin apoyar el MF
3. En los pacientes con algunos puntos insensibles se repetirá la exploración en esos puntos al finalizar la primera
(exploración repetida en dos tiempos). Si en la segunda ocasión es sensible, se considerará ese punto como sensible
En los pacientes con todos los puntos sensibles (índice MF =8) es suficiente con una sola vez

## Valor  clínico
Se puede considerar la utilidad clínica del MF en tres situaciones: cribado de la ND, valoración del riesgo de ulceración y utilidad de su empleo para reducir las tasas de ulceraciones o amputaciones

### Monofilamento como prueba de cribado en la neuropatía diabética
La exploración de la sensibilidad táctil mediante MF no es una prueba que pretenda un diagnóstico de ND. Su objetivo es detectar a pacientes con ND en situación de riesgo de desarrollar ulceraciones. Aunque el diagnóstico preciso de ND requiere exámenes más complejos y lentos, la exploración con MF tiene también utilidad para el diagnóstico de ND, sobre todo cuando se utiliza con otras exploraciones. Feng et al. han publicado recientemente una revisión sistemática del valor de la exploración con MF como cribado de la ND. Seleccionaron 30 artículos, con más de 8.000 pacientes evaluados. La metodología empleada en el uso del MF, así como el test de referencia empleado para el diagnóstico de ND, eran muy variados. Cuando la prueba de referencia de comparación es el estudio electrofisiológico de la velocidad de conducción nerviosa, la sensibilidad del MF es del 57-93%, con una especificidad del 75-100%.
Si un diabético tiene alterada la prueba de sensibilidad con MF, podemos asegurar con una altísima seguridad que el paciente tiene una ND (el valor predictivo positivo es del 84-100%). Por el contrario, si el test del MF es normal, no podemos descartar del todo la ND (el valor predictivo negativo es del 36-94%). Estos resultados son los esperados con una exploración que detecta ND más grave y con mayor riesgo de ulceración. También se ha comparado el MF con otras pruebas diagnósticas de ND, fundamentalmente el diapasón, el palillo romo, los reflejos aquíleos y el umbral de sensibilidad vibratoria con diapasón graduado o con neurotensiómetro. Aunque los resultados no son homogéneos, el MF es, en términos generales, el mejor test para la valoración inicial de ND, aunque es preferible su combinación con una segunda prueba.

### Monofilamento en la predicción de ulceraciones
La prevención de las complicaciones del pie diabético comienza con la identificación de los pies con riesgo.Varios datos clínicos se asocian con el riesgo de aparición de úlceras, como la historia de ulceraciones previas, la amputación previa en las extremidades inferiores, la duración de la DM superior a 10 años, un pobre control glucémico o una agudeza visual reducida. También son de interés los datos obtenidos de la inspección de los pies, como la presencia de deformidades, la movilidad articular disminuida, la piel seca o fisurada, y del calzado. Varias pruebas diagnósticas que valoran la ND se asocian con el desarrollo posterior de úlceras: el neurotensiómetro, el MF y la ausencia de los reflejos aquíleos. Hasta el año 2007, solo un estudio de casos y controles y cinco estudios de cohortes evalúan la capacidad predictiva de la valoración de la sensibilidad con MF para el desarrollo de úlceras, y se han encontrado diferencias estadísticamente significativas entre los diabéticos con pies sensibles o no al MF de 10 g (odds ratio entre 2 y 10).
Los mejores resultados parecen obtenerse con la determinación del umbral de sensibilidad vibratoria con el neurotensiómetro. La disparidad de los resultados obtenidos se aprecia en los dos estudios comentados a continuación. Pham (Diabetes Care, 2000) publica los resultados del seguimiento de 248 pacientes con DM durante una media de 30 meses.
Un 29% de ellos desarrolló úlceras en los pies. El 91% de los pacientes con úlceras presentaba al inicio una sensibilidad alterada en la exploración con MF, frente a un 66% en el caso de los pacientes que no desarrollaron úlceras. Boyko (Diabetes Care, 2006) controló a 1.285 pacientes diabéticos sin úlceras previas durante algo más de tres años, y encontró que un 60% de los pacientes que desarrollaron úlceras y un 33% de los que no las desarrollaron presentaban insensibilidad al MF.
Singh, en 2005, revisó, a partir de tres estudios prospectivos de cohortes, el riesgo de desarrollar úlceras en los pacientes con DM. El MF identifica a personas en situación de riesgo aumentado de ulceración con una sensibilidad del 66-91%, una especifidad del 34-86%, un valor predictivo positivo del 18-39% y un valor predictivo negativo del 94-95%.
En trabajos aislados, otros parámetros han tenido mejor capacidad de predicción de la aparición de úlceras, como varios datos clínicos, el MF de 2 g, el diapasón o el neurotensiómetro.

### Monofilamento y reducción de riesgo
El objetivo final de los programas de cribado y prevención de las lesiones de pie diabético es la reducción en las tasas de aparición de úlceras y amputaciones. La demostración de la efectividad de estas acciones es difícil, al igual que la del valor de la utilización aislada del MF. Solo un ensayo clínico aleatorizado evalúa la eficacia de un programa de intervención (incluyendo educación, recomendaciones de higiene, valoración de riesgo y cuidados podológicos) frente a un grupo de no intervención. En el grupo de intervención se apreció una tendencia no significativa de menos úlceras y amputaciones menores, y significativa para amputaciones mayores. En otros trabajos se analizan los resultados haciendo la comparación con controles históricos o valorando los resultados obtenidos antes y después de la intervención, y se demuestran reducciones de la tasa de úlceras o de amputaciones en los grupos de intervención preventiva. En todos ellos la valoración del riesgo se establece en relación con la inspección de los pies, la valoración vascular y el empleo del MF.

### Monofilamento en la práctica clínica
El valor diagnóstico del MF, junto con su capacidad predictiva de riesgo y su eficacia, además de la sencillez de su empleo, ha determinado que se esté recomendando de forma generalizada por las diferentes sociedades científicas y grupos nacionales implicados en el manejo de la DM. La recomendación generalizada (p. ej., de la Asociación Americana de Diabetes, la Asociación Canadiense de Diabetes, el NICE [National Institute for Health and Clinical Excellence] británico o la Guía de Práctica Clínica del Ministerio de Sanidad y Consumo [GPC del MSC]) es incluir dentro de los cuidados periódicos del paciente con DM la valoración del riesgo de pie diabético, incluyendo la realización de la exploración de la sensibilidad protectora con el MF, si es posible con una periodicidad anual. La frecuencia de la exploración del pie varía en función del riesgo establecido (tabla 5).